# EPG
EPG er en forkortelse for Electronic Programme Guide. Det er en generel betegnelse for en elektronisk programoversigt over TV-programmer.
Selvom EPG'en på mange måder indeholder mere data om TV-udsendelserne, så tenderede danskerne i 2012 stadig til at bruge tekst-tv, når der skal fremskaffes oplysning om tv-programmet.
I Danmark findes der to store udbydere af EPG data til B2B-virksomheder: Ritzau og EPGs.com. Begge virksomheder leverer EPG-data for alle danske TV-kanaler og de større skandinaviske og internationale kanaler.